# ماران اثا
ماران اثا (الإنجليزية: Maranath - اليونانية: μαραν αθα) هي عبارة ارامية بمعني «تعال ايها الرب».
العبارة مذكورة في الكتاب المقدس في الرسالة الأولى إلى أهل كورنثوس.